# Maciejowięta
Maciejowięta (deutsch Matznorkehmen, 1938 bis 1945 Matztal) ist ein kleiner Ort in der polnischen Woiwodschaft Ermland-Masuren. Er liegt im Kreis Gołdap (Goldap) und gehört zur Landgemeinde Dubeninki (Dubeningken, 1938 bis 1945 Dubeningen).

## Geographie
Maciejowięta liegt südöstlich der Rominter Heide (polnisch: Puszcza Romincka) direkt an der Grenze zur Woiwodschaft Podlachien, die hier dereinst die Staatsgrenze zwischen dem Deutschen Reich und Polen war. Bis zur Kreisstadt Gołdap sind es 24 Kilometer.

## Geschichte
Das seinerzeit Matznarischken genannte Dorf wurde um 1597 gegründet und erfuhr in der Folgezeit verschiedene Namensformen: Matznarkehmen (nach 1603), Matznohrkehmen (nach 1736) und Matznorkehmen (bis 1938). Vor 1945 bestand der Ort aus mehreren kleinen Höfen und Gehöften.
Von 1874 bis 1945 war Matznorkehmen in den Amtsbezirk Loyen eingegliedert, der – 1939 in „Amtsbezirk Loien“ umbenannt – zum Kreis Goldap im Regierungsbezirk Gumbinnen der preußischen Provinz Ostpreußen gehörte.
Im Jahr 1910 waren in Matznorkehmen 145 Einwohner gemeldet. Ihre Zahl verringerte sich bis 1933 auf 122 und belief sich 1939 noch auf 103.
Im Zuge der nationalsozialistischen Umbenennungsaktion erhielt Matznorkehmen am 3. Juni 1938 den Namen „Matztal“. 
1945 kam das Dorf in Kriegsfolge mit dem südlichen Ostpreußen zu Polen und wird seither „Maciejowięta“ genannt. Das kleine Dorf ist mit Sitz eines Schulzenamtes (polnisch: Sołectwo) heute eine Ortschaft im Verbund der Gmina Dubeninki im Powiat Gołdapski. Zwischen 1975 und 1998 war es in die Woiwodschaft Suwałki eingegliedert, seither gehört es zur Woiwodschaft Ermland-Masuren. Im Jahr 2006 zählte das Dorf 33 Einwohner.

## Religionen
Fast ausnahmslos war die Bevölkerung Matznorkehmens vor 1945 evangelischer Konfession und in das Kirchspiel der Kirche Dubeningken im Kirchenkreis Goldap in der Kirchenprovinz Ostpreußen der Kirche der Altpreußischen Union eingepfarrt. Die wenigen Katholiken gehörten zur Pfarrkirche in Goldap innerhalb des Bistums Ermland.
Seit 1945 gelten umgekehrte Zugehörigkeiten: die mehrheitlich katholischen Einwohner sind nach Dubeninki orientiert, wo die einstige evangelische Kirche nun ihre Pfarrkirche ist. Die Pfarrgemeinde ist Teil des Dekanats Filipów im Bistum Ełk (Lyck) der Katholischen Kirche in Polen. Die wenigen evangelischen Kirchenglieder besuchen ihre Pfarrkirche in Gołdap, die eine Filialkirche der Pfarrkirche in Suwałki ist und zur Diözese Masuren der Evangelisch-lutherischen Kirche in Polen gehört.

## Verkehr
Maciejowięta liegt ein wenig abseits im Nordosten der Woiwodschaft Ermland-Masuren an einer wenig befahrenen Nebenstraße, die – parallel zur Woiwodschaftsstraße 651 – Błąkały (Blindgallen, 1938 bis 1945 Schneegrund) und Pobłędzie (Pablindszen, 1938 bis 1945 Zollteich) mit Żytkiejmy (Szittkehmen/Schittkehmen, 1938 bis 1945 Wehrkirchen) verbindet. 
Eine Bahnanbindung bestand bis 1945 über die Bahnstation des heute nicht mehr existenten Ortes Golubie (Gollubien, 1938 bis 1945 Unterfelde), die an der auch „Kaiserbahn“ genannten und heute außer Betrieb gesetzten Bahnstrecke Goldap–Szittkehmen (Wehrkirchen) lag.